# Irina Ioussoupova
La princesse Irina Felixovna Ioussoupova (en russe : Ирина Феликсовна Юсупова) comtesse Soumakorova-Elston et Cheremetieva, née le 21 mars 1915 à Petrograd et morte le 30 août 1983 à Cormeilles-en-Parisis (France), est une aristocrate russe.

## Biographie

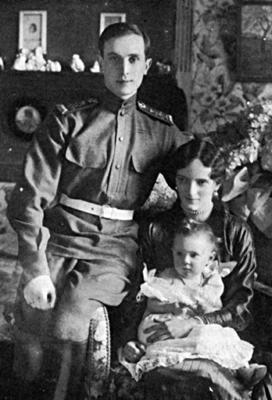
Irina avec ses parents vers 1916.

Irina Felixovna Ioussoupova est la fille unique du prince Félix Felixovitch Ioussoupov et de la princesse Irina Alexandrovna de Russie. Irina descend, par son père, fils de Zénaïde Youssoupoff, de l'une des plus riches familles de Russie, tandis que, par sa grand-mère maternelle, la grande-duchesse Xenia Alexandrovna de Russie, elle est la petite-nièce de Nicolas II de Russie et l'arrière-petite-fille d'Alexandre III de Russie. À sa naissance, la princesse est surnommée « Baby ».  
Après la Révolution de février 1917, les parents de la princesse s'établissent à Paris. La petite fille est d'abord élevée par ses grands-parents paternels, puis à l'âge de neuf ans, elle revient chez ses parents. Selon son père, la princesse a reçu une mauvaise éducation provoquant une altération de son caractère, cette dernière devenant capricieuse. La petite Irina Felixovna Ioussoupova est alors élevée par des nurses. Elle adore son père mais est très distante avec sa mère. 
À Paris, la princesse Irina Felixovna Ioussoupova épouse le 19 juin 1938 le comte Nicolas Dmitrievitch Cheremetiev (28 octobre 1904 à Moscou - 5 février 1979 à Paris), employé dans la compagnie de navigation Vlasoff. Il est le fils du comte Dmitri Sergueïevitch Cheremetiev (descendant du premier comte de Russie Boris Petrovitch Cheremetiev (1652-1719)) et d'Irina Iliarovna Vorontzova-Dachkova.
Une fille naît de cette union :
- Xenia Nikolaïevna Cheremetieva-Sfiris, née le 1er mars 1942 à Rome.

La tuberculose dont est atteint son mari la pousse à vivre en Grèce.
La princesse Irina Felixovna Ioussoupova, comtesse Cheremetieva, meurt le 30 août 1983 à Cormeilles-en-Parisis. Elle est inhumée aux côtés de ses grands-parents paternels et de ses parents au cimetière russe de Sainte-Geneviève-des-Bois dans le département de l'Essonne.